# Anife Vyskočilová
Anife Ismet Hassan Alikocoglu Ahmed Husein Vyskočilová (* 12. března 1974 Bulharsko) je bulharská tanečnice, moderátorka a herečka tureckého původu žijící v České republice. Vystudovala biotechnologii a roku 1996 se usadila v Česku, kde se provdala za herce Ivana Vyskočila. Později bylo manželství rozvedeno. Hrála například ve hře Gustava Skály Tanec mezi vejci. Vyučuje také orientální tanec. Má osm sourozenců a syna Hariho Hassana (* 1991). Do České republiky se dostala podle vlastního vyjádření omylem, když předčasně vystoupila z autobusu směřujícího do Německa.